# 茂木眞理子
茂木 眞理子（もぎ まりこ、1952年4月7日 - ）は、日本のソルフェージュ講師、作曲家、編曲家である。

## 人物
大阪府大阪市阿倍野区出身。4歳からピアノを始め、雲雀丘学園小学校（15期）、大阪教育大学附属池田中学校（20期）を卒業。1967年、朝日放送主催「僕らの歌」作曲コンクール全国大会に於いて第2位受賞。その後、東京藝術大学音楽学部附属音楽高等学校を経て、東京藝術大学音楽学部器楽科を卒業、同大学院音楽研究科修士課程ソルフェージュ専攻を修了した。
卒業後は、演劇、ミュージカル、創作オペラなどの分野で、作曲、編曲、音楽監督、歌唱指導、ピアニストとして、数々の作品を担当。（こんにゃく座，青年座，テアトルエコー，ファンタスティックス，ラマンチャの男，ママの貯金，アニー，その他多数）
1981年、東京藝術大学 音楽学部 音楽学講座「ソルフェージュ」講師に就任。同時に、1981年～2004年、同大学附属高等学校に於いて非常勤講師も務めた。
2002年より、同大学音楽環境創造科に於いて非常勤講師を務め現在に至っている。
2009年、東京音楽大学ソルフェージュ講座 非常勤講師に就任。
現在、東京藝術大学、 東京音楽大学非常勤講師、日本ソルフェージュ研究協議会理事。
これまで、富山県立呉羽高等学校や八王子市立上柚木小学校をはじめ、多くの学校より依頼を受け、校歌を作曲。
また、自身の作曲、編曲、演奏によるCDリリースも多数手掛けている。

## ディスコグラフィ
- 1993 『ローズ32のエチュード』伴奏・作曲　ALM-RECORDSよりCDリリース[5]
- 1995 『ローズ32のエチュード』の伴奏譜をアルソ出版より出版
- 2002 『カヴァリーニ30キャプリス』伴奏・作曲　ALM-RECORDSよりCDリリース[5]
- 2004 『マイ・カレンダー』（日本の唄）編曲・伴奏　MEG-PROよりCDリリース[6]
- CD「華麗なるクラリネット・アンサンブルの世界IX」　ALM-RECORDSより楽曲提供CDリリース[5]
- CD「歌曲集　開運組曲・童子のつぶやき」　籔内佐斗司工房よりリリース